# Oreopanax fulvum
Oreopanax fulvum é uma espécie de árvore da família das araliáceas conhecida popularmente como Figueira-do-mato, chapéu-de-sol,figueira-braba, mandioqueira e tamanqueira.

## Distribuição
É nativa da América do Sul, na Bolívia e no Brasil atingindo a Bahia até Rio Grande do Sul.

## Sinônimos
- Oreopanax grosseserratus Rusby
- Oreopanax permixtus Marchal